# Elecciones municipales de Cuba de 2017

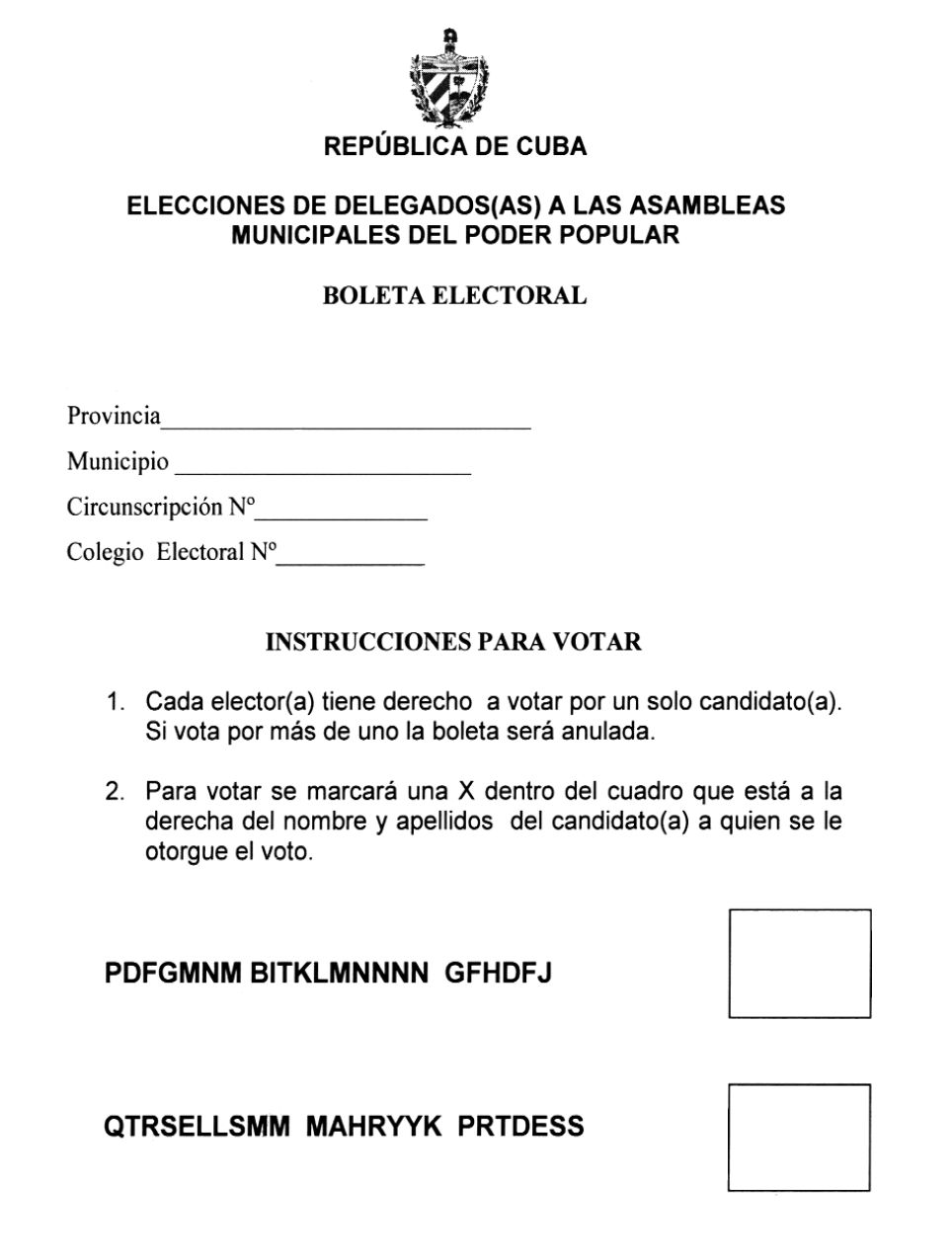
Facsímil de la cédula de votación.

Las elecciones municipales de Cuba de 2017 se celebraron el 26 de noviembre para elegir a los delegados a las Asambleas Municipales del Poder Popular, órgano superior de poder local que ejerce las funciones estatales y de gobierno en el territorio y cuyos delegados son también nominados para ocupar hasta un 50 por ciento de los escaños en la Asamblea Nacional del Poder Popular. El periodo legislativo se extiende por dos años y medio. La segunda vuelta fue convocada para el 3 de diciembre en caso de que algún candidato obtuviera menos del 50% de los votos válidos en su respectivo municipio.
Las elecciones estaban programadas originalmente para el 22 de octubre, con una segunda vuelta (en aquellas circunscripciones donde ningún candidato obtuviese la mayoría absoluta de los votos) para el día 29 del mismo mes. Sin embargo, debido a los daños ocasionados por el huracán Irma, el 18 de septiembre el Consejo de Estado decidió posponer las elecciones municipales para el día 26 de noviembre, con la segunda vuelta fijada para el 3 de diciembre.
El periodo de nominación de candidatos se desarrolló desde el 4 de septiembre hasta el 30 de octubre, donde fueron propuestos 60 870 candidatos, siendo nominados finalmente 27 221, de los cuales 9637 (35,4%) son mujeres y 5307 (19,5%) son jóvenes. Entre el 19 de octubre y 9 de noviembre fueron publicadas las listas de electores por circunscripción, y desde el 1 de noviembre fueron publicadas las fotografías y biografías de cada candidato en lugares públicos.
El 19 de noviembre, una semana antes de las elecciones, se realizó una prueba dinámica del sistema de votación. En 12 227 circunscripciones (97% de un total de 12 515 circunscripciones) concluyeron dicha prueba de forma exitosa.
El 26 de noviembre se eligieron a 11 415 delegados, mientras que se realizó una segunda vuelta en 1103 circunscripciones donde ningún candidato obtuvo la mayoría absoluta de los votos. En la primera vuelta votaron 7 610 183 personas, lo que corresponde a una participación del 89,02 %. El 91,79 % de las boletas fueron válidas, un 4,12 % estaban en blanco y un 4,07 % fueron anuladas.
En la segunda vuelta del 3 de diciembre, donde se debía elegir a 1103 delegados, votaron 977 483 personas, lo que representó el 74,80 % del total de electores de dichas circunscripciones, que comprendían un total de 1 306 769 votantes. Resultaron elegidos 1101 delegados, por lo que se debió realizar una tercera vuelta en los días siguientes en las dos circunscripciones donde no se logró elegir a un candidato.